# Вис-хаджи Загиев
Вис-Хаджи Загиев (Атбасарский шейх) (? — 1973 г) — чеченский религиозный деятель, выходец из вирда Чин-Мирзы, одного из мюридов Кунта-Хаджи, основатель вирда Вис-Хаджи кадирийского тариката.

## Биография
Основатель самого молодого кадырийского вирда, который распространился среди сосланных в Казахстан чеченцев.
Большое значение Вис‑хаджи придавал труду: Аллах обязывает трудиться ради семьи. Любая работа должна совершаться с сознанием, что это – ради Аллаха, исключая изготовление табака и вина. Учитель запрещал женщинам выходить замуж за членов другого вирда. Вис‑Хаджи ввел в практику совместное совершение зикра мужчинами и женщинами, что отличало его вирд от всех других чеченских вирдов.
Из-за ряда изменений в обрядовой части, отвечающих национальному духу, вирд стали называть белошапочниками.
Вис-Хаджи опекал семьи, оставшиеся без кормильцев. На некоторых таких вдовах он женился. В брак могли вступить только совершеннолетние мюриды: девушки – с 18-ти, юноши – с 20 лет. Он устраивал браки 18-летних девушек и 20-летних юношей, выделяя новой семье жилище и имущество. Калым не признавался.